# Jamal Seeto
Jamal Seeto (8 settembre 1990) è un calciatore papuano, attaccante del Besta PNG.

## Carriera

### Club
Dal 2011 gioca nella massima serie papuana con il Besta PNG.

### Nazionale
Nel 2012 ha giocato 2 partite con la Nazionale papuana, valevoli per le qualificazioni ai Mondiali 2014.